# G3: Live in Concert
„G3: Live in Concert“ е концертен албум на проекта G3, създаден от Джо Сатриани. Албумът е издаден през 1997 г., от Epic Records. В този запис G3 е в състав: Джо Сатриани, Ерик Джонсън и Стив Вай. Издадено е и DVD през 2005 г.

### CD

#### Джо Сатриани
Всички песни са написани от Джо Сатриани.
1. „Cool #9“ – 6:47
2. „Flying in a Blue Dream“ – 5:59
3. „Summer Song“ – 6:28

#### Ерик Джонсън
Всички песни са написани от Ерик Джонсън, освен посочените.
1. „Zap“ – 6:07
2. „Manhattan“ – 5:16
3. „Camel's Night Out“ – 5:57 (Кайл Брок, Марк Йънгър-Смит)

#### Стив Вай
Всички песни са написани от Стив Вай.
1. „Answers“ – 6:58
2. „For the Love of God“ – 7:47
3. „The Attitude Song“ – 5:14

#### G3 джем
1. „Going Down“ – 5:47 (Дон Никс)
  - Кавър на Фреди Кинг
2. „My Guitar Wants to Kill Your Mama“ – 5:21 (Франк Запа)
  - Кавър на Франк Запа
3. „Red House“ – 9:12 (Джими Хендрикс)
  - Кавър на „The Jimi Hendrix Experience“

### DVD

#### Джо Сатриани
1. „Cool #9“
2. „Flying in a Blue Dream“
3. „Summer Song“

#### Ерик Джонсън
1. „12 to 12 Vibe“
2. „Manhattan“
3. „S.R.V.“

#### Стив Вай
1. „Answers“
2. „Segueway Jam Piece“
3. „For the Love of God“
4. „The Attitude Song“

#### G3 джем
1. „Going Down“
2. „My Guitar Wants to Kill Your Mama“
3. „Red House“

## Състав

### Джо Сатриани
- Джо Сатриани – китара, вокали
- Стюарт Хам – бас
- Джеф Кампители – барабани

### Ерик Джонсън
- Ерик Джонсън – китара, вокали
- Роско Бек – бас
- Стивън Барбър – клавишни
- Бренан Темпъл – барабани

### Стив Вай
- Стив Вай – соло китара
- Майк Кенили – ритъм китара, ситар, клавишни, вокали
- Филип Бино – бас перкусия
- Майк Манджини – барабани и перкусия

|  | Тази страница частично или изцяло представлява превод на страницата G3: Live in Concert в Уикипедия на английски. Оригиналният текст, както и този превод, са защитени от Лиценза „Криейтив Комънс – Признание – Споделяне на споделеното“, а за съдържание, създадено преди юни 2009 година – от Лиценза за свободна документация на ГНУ. Прегледайте историята на редакциите на оригиналната страница, както и на преводната страница, за да видите списъка на съавторите. ВАЖНО: Този шаблон се отнася единствено до авторските права върху съдържанието на статията. Добавянето му не отменя изискването да се посочват конкретни източници на твърденията, които да бъдат благонадеждни. |